# Ponte Elevatória da PATH
A ponte elevatória da PATH é uma ponte elevatória sobre o rio Hackensack entre Kearny e Jersey City, Nova Jérsei que é usada por trens da Port Authority Trans-Hudson (PATH) indo e voltando de Newark.

## História
A ponte foi construída pela Pennsylvania Railroad (PRR) em 1900. Fazia parte da linha principal PRR que terminava na estação Exchange Place em Jersey City. Com a abertura dos túneis do rio North até a Penn Station em 1910, o tráfego na linha principal passou a operar num novo arranjo para os túneis, e a linha ferroviária da estação Exchange Place foram disponibilizados para a Hudson and Manhattan Railroad (H&M), um sistema de metrô para Lower Manhattan (mais tarde chamada de PATH). A operação em no novo serviço da H&M entre a estação Manhattan Transfer em Harrison e Lower Manhattan começou em 1º de outubro de 1911.
A PRR e a H&M compartilhavam o uso da ponte até a Pennsy fechar a estação Exchange Place em 1961. Desde então, ela tem sido usada exclusivamente por trens da PATH na rota Newark–World Trade Center.